# Palacio de los Luna (Illueca)

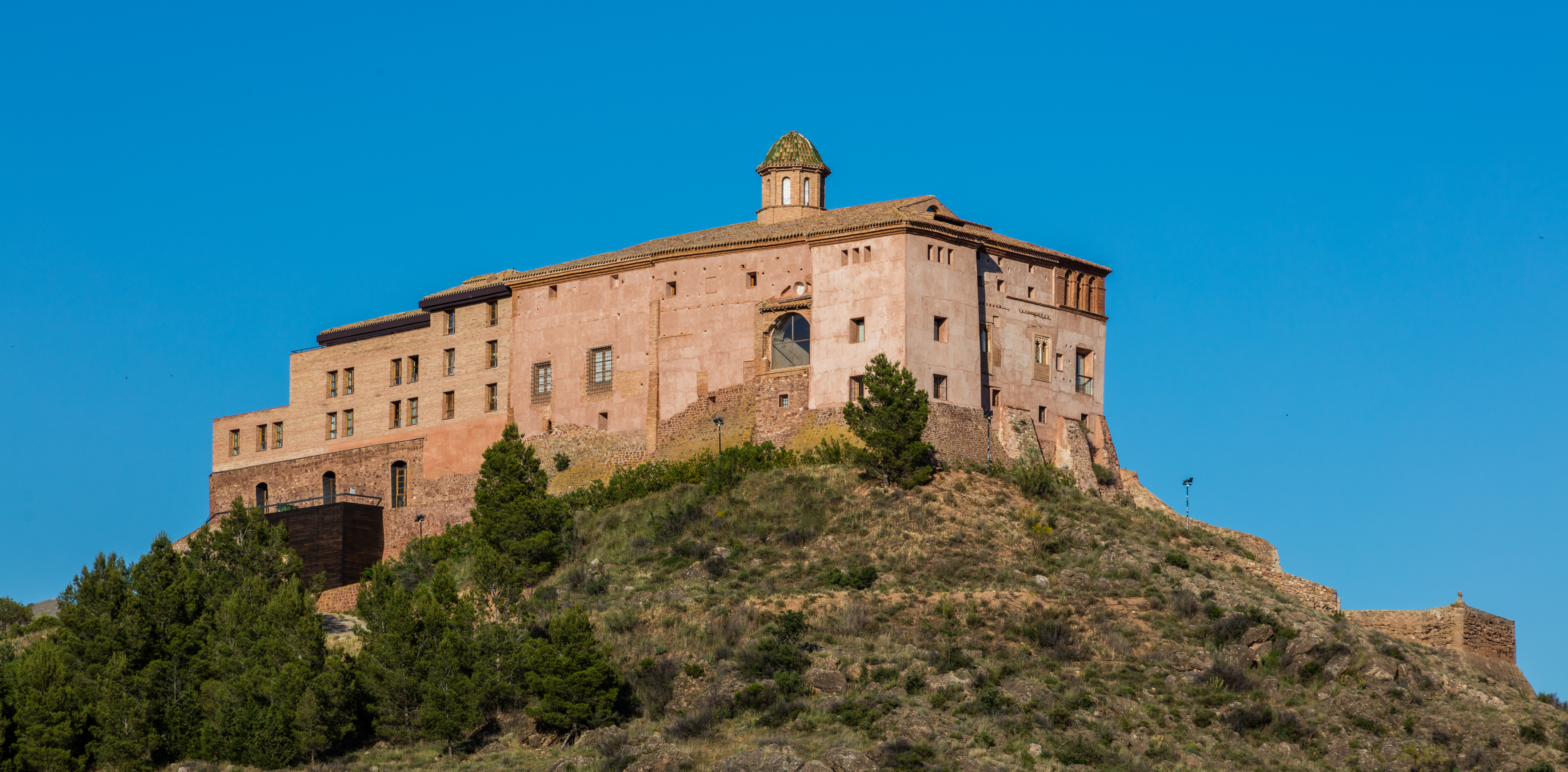
Vista desde Illueca.

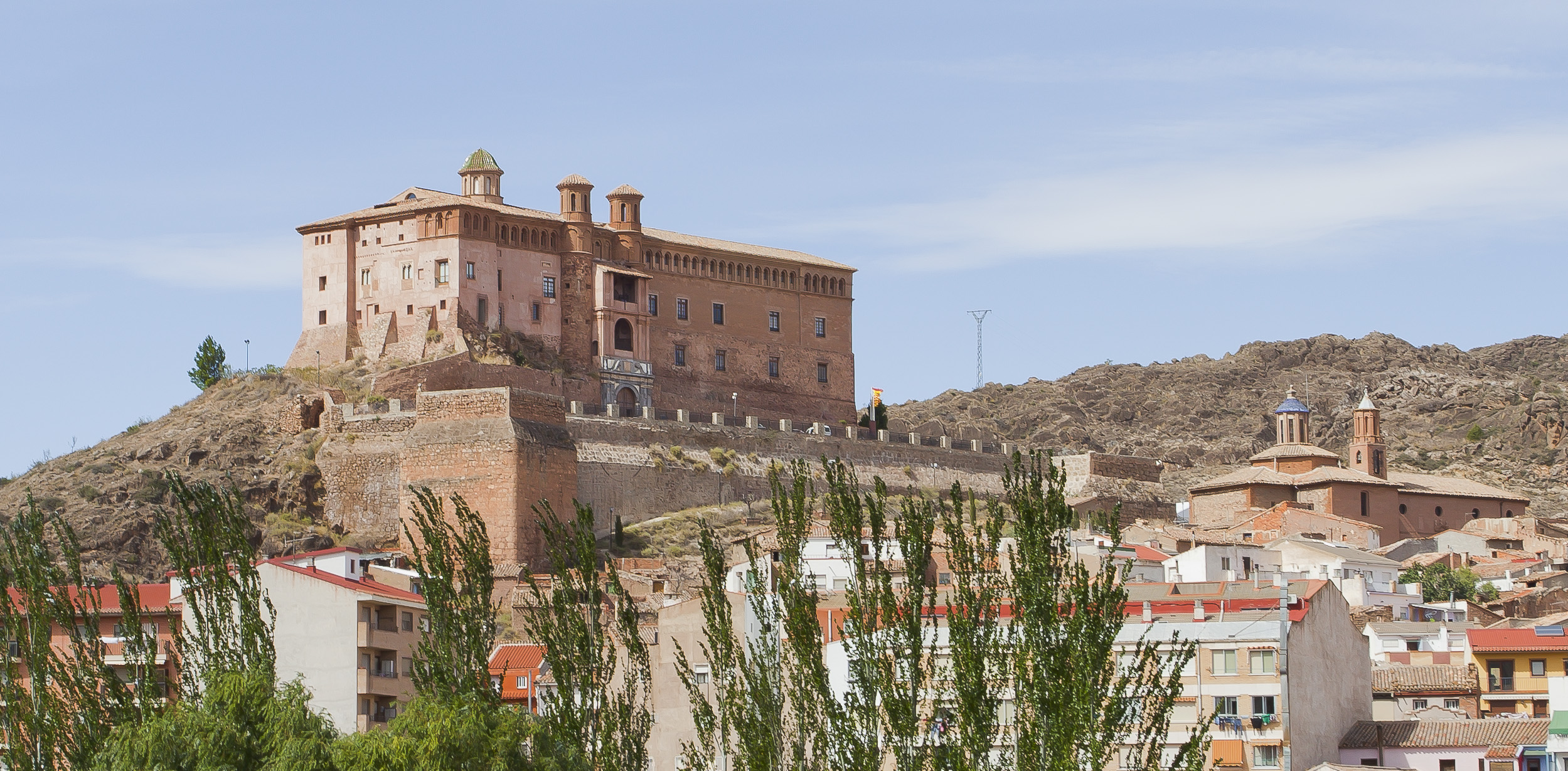
Otra vista del palacio.

El palacio de los Luna o también conocido como castillo palacio del Papa Luna de la localidad zaragozana de Illueca, es un edificio renacentista construido sobre una fortaleza de la Baja Edad Media entre los siglos XIV y XVI con influencias italianas.

## Descripción
Se trata de un enorme edificio de tres plantas construido en mampostería y ladrillo de planta rectangular muy alargada.
- En la primera encontramos los salones principales;[2]

Tras acceder al interior del palacio encontramos una escalera monumental del siglo XVII en el lugar que ocupaba el patio medieval abierto y que distribuye el resto de las estancias alrededor suyo y que finaliza en una galería de arcos de medio punto asentados sobre sencillas columnas con basa y capitel y cubierta por una gran cúpula sobre pechinas con linterna. En la sala de la Corona de Aragón, también construida en el siglo XVII, destacamos el friso de madera decorado con motivos tallados de hojas, ovas, dados y columnillas torneadas. Esta sala se cubre con una sencilla techumbre plana de vigas de madera revestidas y revoltón de yeso.
La Sala Dorada o Salón de Protocolo es una de las más antiguas del castillo-palacio, construida en el siglo XIV, es el eje que articula el resto del conjunto y recibe el nombre de Sala Dorada por la decoración dorada conservada en el artesonado de tipo plano, con grandes jácenas y vigas que forman unos tableros, todo con rica decoración que cubre este espacio y que además se ornamenta con los escudos heráldicos de la familia de los Luna y con diversos motivos vegetales.
En esta sala sobresale el friso gótico-mudéjar que recorre todo su perímetro, realizado en yeserías caladas policromadas
- En la segunda se halla ocupada por diversos aposentos

La alcoba privada en la que nació la primavera de 1328 Benedicto XIII, es una pequeña estancia con un friso en yeso que la recorre con motivos de arcos apuntados entrecruzados y pintados en tonos rojos, blancos y azules y en el techo un artesonado del que desgraciadamente no se ha conservado ningún resto de su decoración.
- En la tercera, es la falsa, que desde el exterior se ve como una galería de arcos doblados de medio punto que recorre todo el perímetro exterior del castillo-palacio.[4]

La capilla fue transformada en el siglo XVII y desde el siglo XV albergaba los restos mortales del Papa Luna, hasta los avatares ocurridos durante las Guerras de Sucesión.
En el siglo XVI se realiza la portada renacentista que da paso a la sala: abre en arco de medio punto, apeado sobre sendas columnas estriadas, y se decora con renacentistas motivos de guirnaldas, grifos y cornucopias.
En el siglo XVII se construye el Mausoleo propiamente dicho, en yeso policromado con abundante representación de las armas de Benedicto XIII en el frontal..
desde el exterior, destacan del gran volumen, cuatro torreones cúbicos en las esquinas y la fachada principal desgranada en tres alturas. Está enmarcada por dos pequeños torreones semicirculares. Ambos son de mampostería hasta la galería de arquillos y contienen tres de estos, pero ciegos y culminan con seis huecos en la parte superior a lo largo del perímetro. Sobresaliendo unos dos metros aproximadamente con respecto a dichos torreones, la puerta de acceso es un arco de medio punto flanqueado por dobles pilastras de capitel toscano que sustentan un friso con decoración de mascarones y frontón partido de volutas. También enmarcado por pilastras de orden toscano. Sobre el nivel de acceso se sitúa un segundo cuerpo, más sobrio que el inferior, pero continuando su mismo esquema compositivo, encima del que se emplaza el tercer cuerpo, con vano arquitrabado sin decoración y con un tejadillo.
En el siglo XVI, Don Pedro Martínez de Luna y Urréa, Primer Conde de Morata y Virrey de Aragón decide transformar la fortaleza en palacio, para lo que dota a la edificación de la galería superior de arquillos y de la portada principal inspirada en la fachada principal del Palacio Ducal de Urbino.